# Sunnansjö bruk

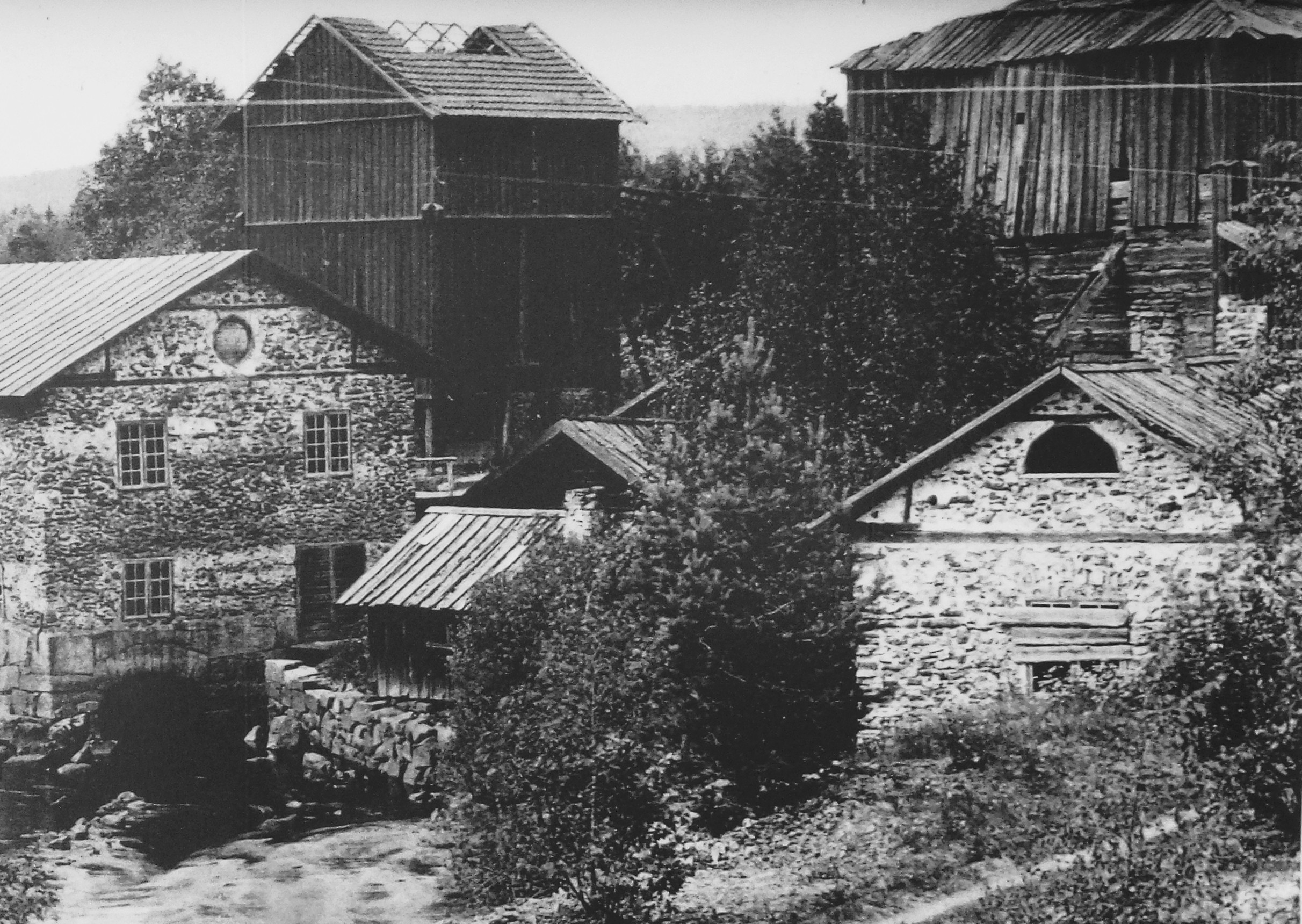
Sunnansjö bruk, kring sekelskiftet 1900. Till vänster syns Sunnansjö kvarn.

Sunnansjö bruk med Sunnansjö hytta och Sunnansjö smedja låg i Sunnansjö, Ludvika kommun. Hyttan räknas till en av de äldsta i Västerbergslagen, omnämnd redan på medeltiden. År 1882 blåstes masugnen en sista gång och två år senare stängdes även smedjorna. Intill hyttan låg Sunnansjö kvarn, vars verksamhet sträckte sig från tidigt 1600-tal till 1974. Hyttområdet är ett fornminne med  RAÄ-nummer ”Grangärde 21:1 och 30:1”.

## Historik
Forsen mellan sjöarna Nedre Boten och Väsman med rikligt vatten och en fallhöjd på cirka fyra meter var en bra plats att uppföra hytta, smedja och vattenkvarn. Sunnansjö hytta omnämns redan 1366 och räknas till en av Västerbergslagens äldsta. Den har troligen föregåtts av ett ränneverk (äldre anläggning för tillverkning av smidbart järn direkt av malm i en öppen härd). Ägare till hyttan var ”Byamännen i Sunnansjö”.  
Från början gav hyttan biinkomster vid sidan av jordbruket, men blev under 1500- och 1600-talen alltmer betydande. Efter Gustav Vasas maktövertagande måste hyttor ha statligt tillstånd för att bedriva järnframställning. Ågarförhållandena fastlades genom ett bestämt antal andelar per gård. Sunnansjöhyttan delades upp mellan bönder i byarna Grytänge, Botgärde, Lågnäset och Sunnansjö. Dessa blev bergsmän, som utöver hyttan ägde malmbrott i Grängesberget. 
År 1624 utökades verksamheten med två stångjärnssmedjor, som anlades strax söder om hyttan. Även kvarndrift kom igång, första gången omnämnd år 1628. Tackjärn och stångjärn transporterades över sjön Väsman för vidare färd söderut, efter 1795 även på Strömsholms kanal. 
Vid 1700-talets mitt blev kronobefallningsmannen Zacharias Pomp ägare till 1/5-del av hyttan. Han blev även ägare till den ursprungliga Hyttgården  (senare Sunnansjö herrgård) från 1700-talet. Pomp förbättrade järnkvalitén och anställde smeder. År 1762 övertogs Pomps andelar av brukspatron Carl Gustaf Cedercreutz, dåvarande ägare till Ludvika bruk. När familjen Roth köpte Ludvika bruk blev de även ägare till Sunnansjö bruk och Sunnansjö herrgård.
Av Jernkontorets annaler - årberättelser - framgår hur järnproduktionen vid Sunnansjö bruk utvecklades. Genom Järnkontorets försorg infördes 1854 en modernare järnframställningsmetod, Lancashireprocessen. År 1858 driftsattes en ny gasrostugn. 
Under bruksdöden på 1880-talet upphörde även verksamheten vid Sunnansjö bruk. År 1882 blåstes masugnen en sista gång och 1884 stängdes även smedjorna. På dess plats, kallad ”Smebacken”, invigdes 1917 Sunnansjö kraftstation. År 1920 revs masugnen och rostugnen. Kvar finns idag arbetarnas labbi, ett våghus, hyttfundament, hammargrund och fördämningsvallen. Dagens Hyttväg påminner om den tidigare verksamheten.

## Nutida bilder

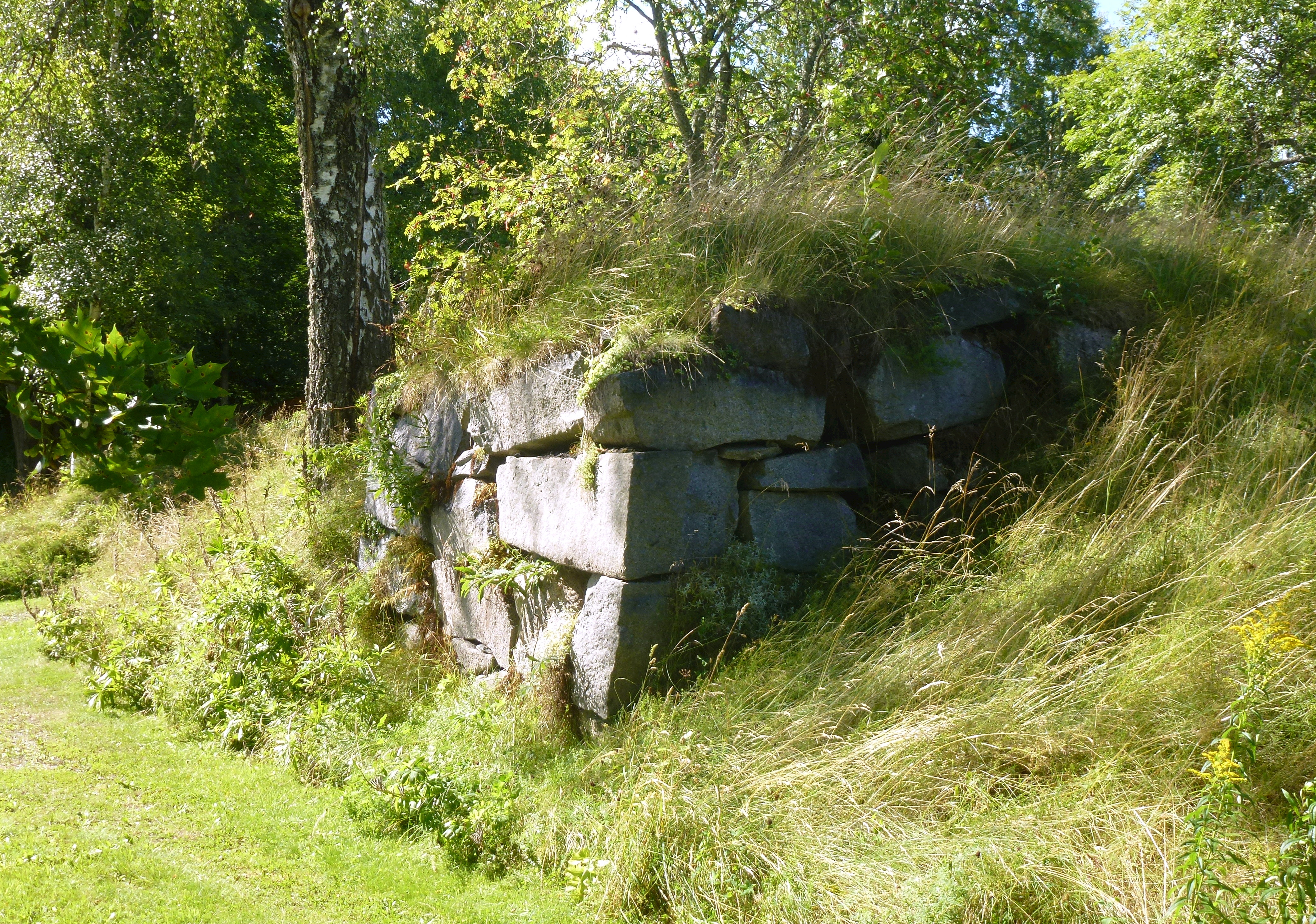
Fundamentet till rostugnen
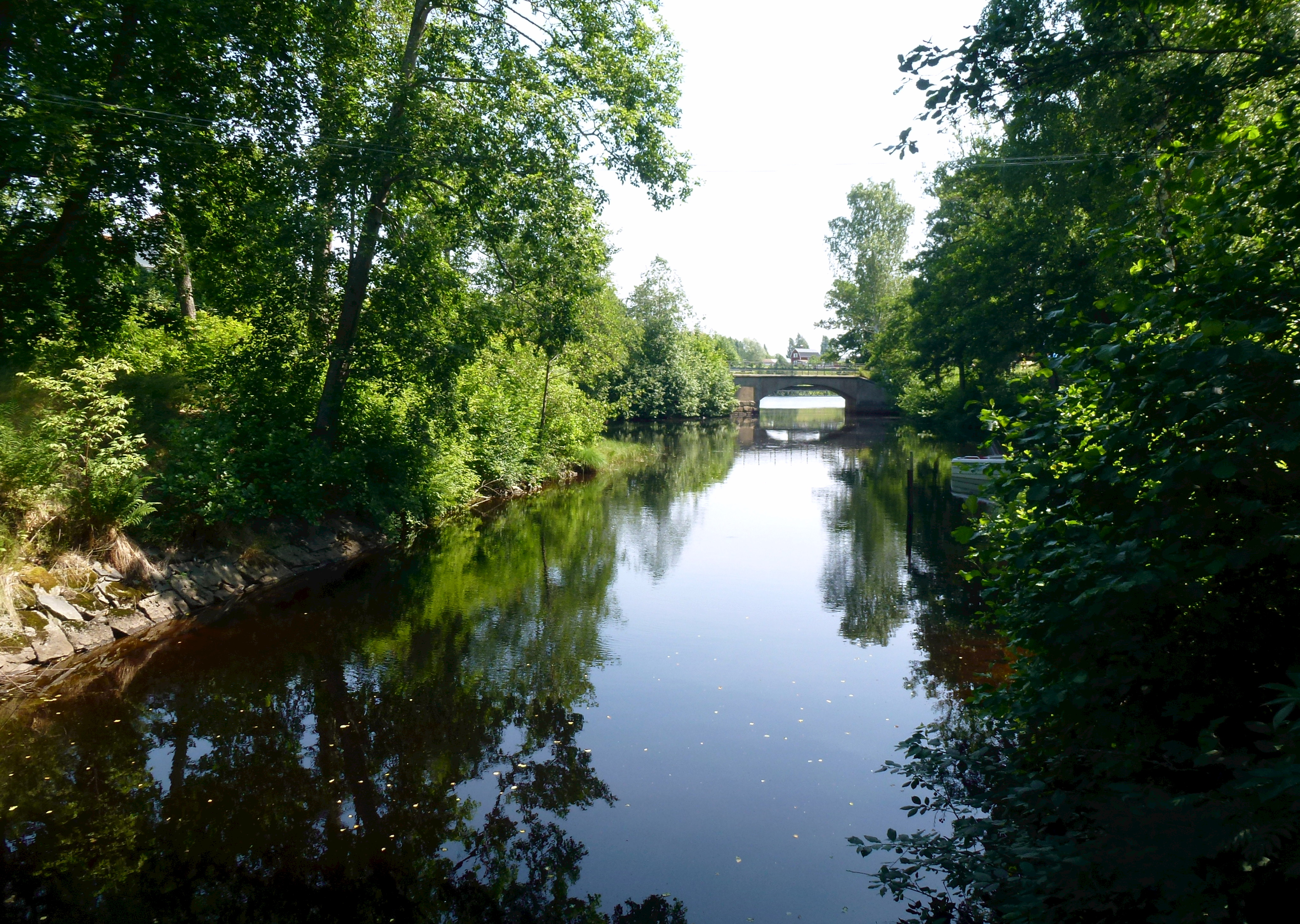
Förbindelsekanalen mellan Nedre Boten och Väsman
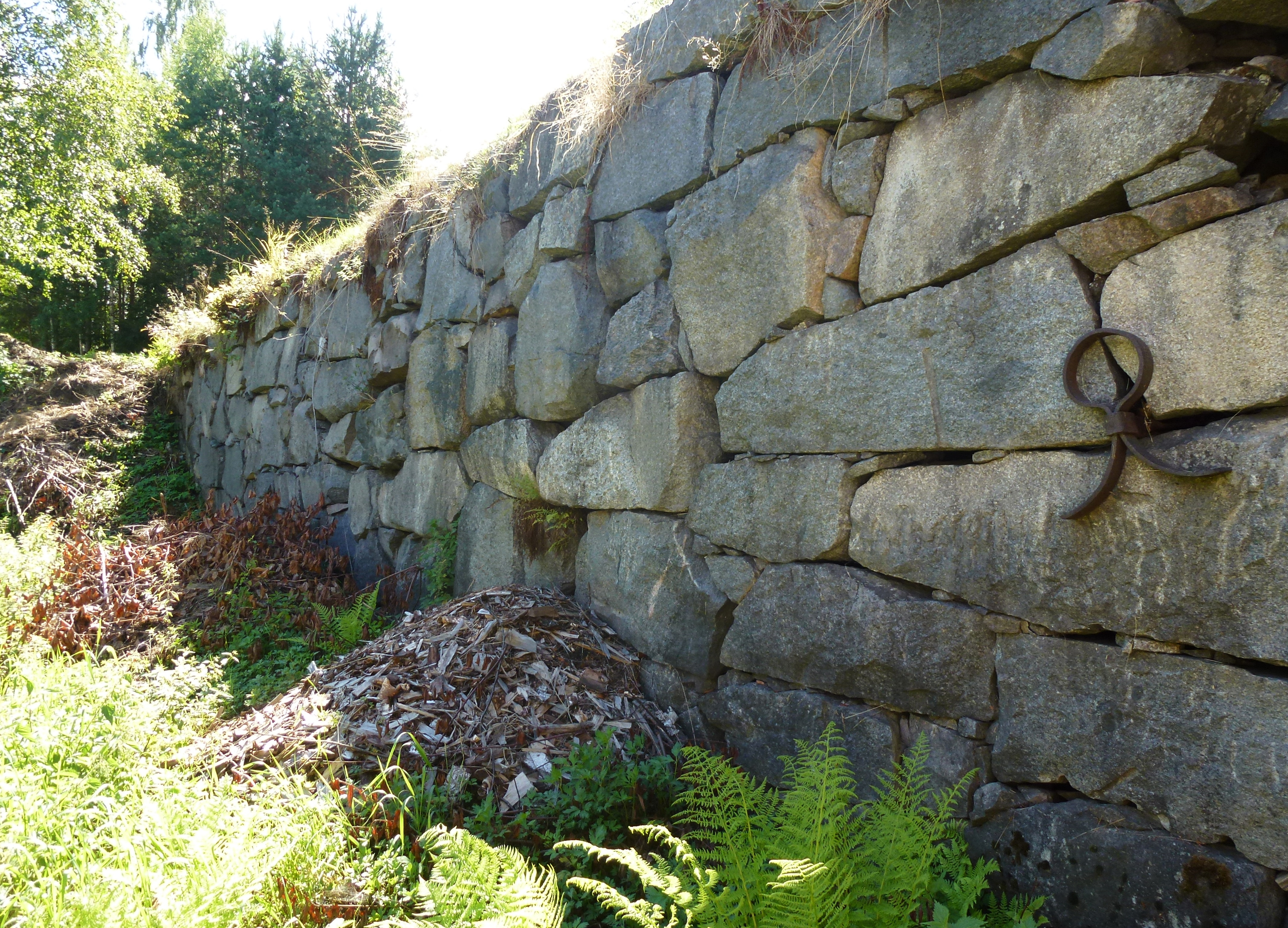
Fördämningsvall
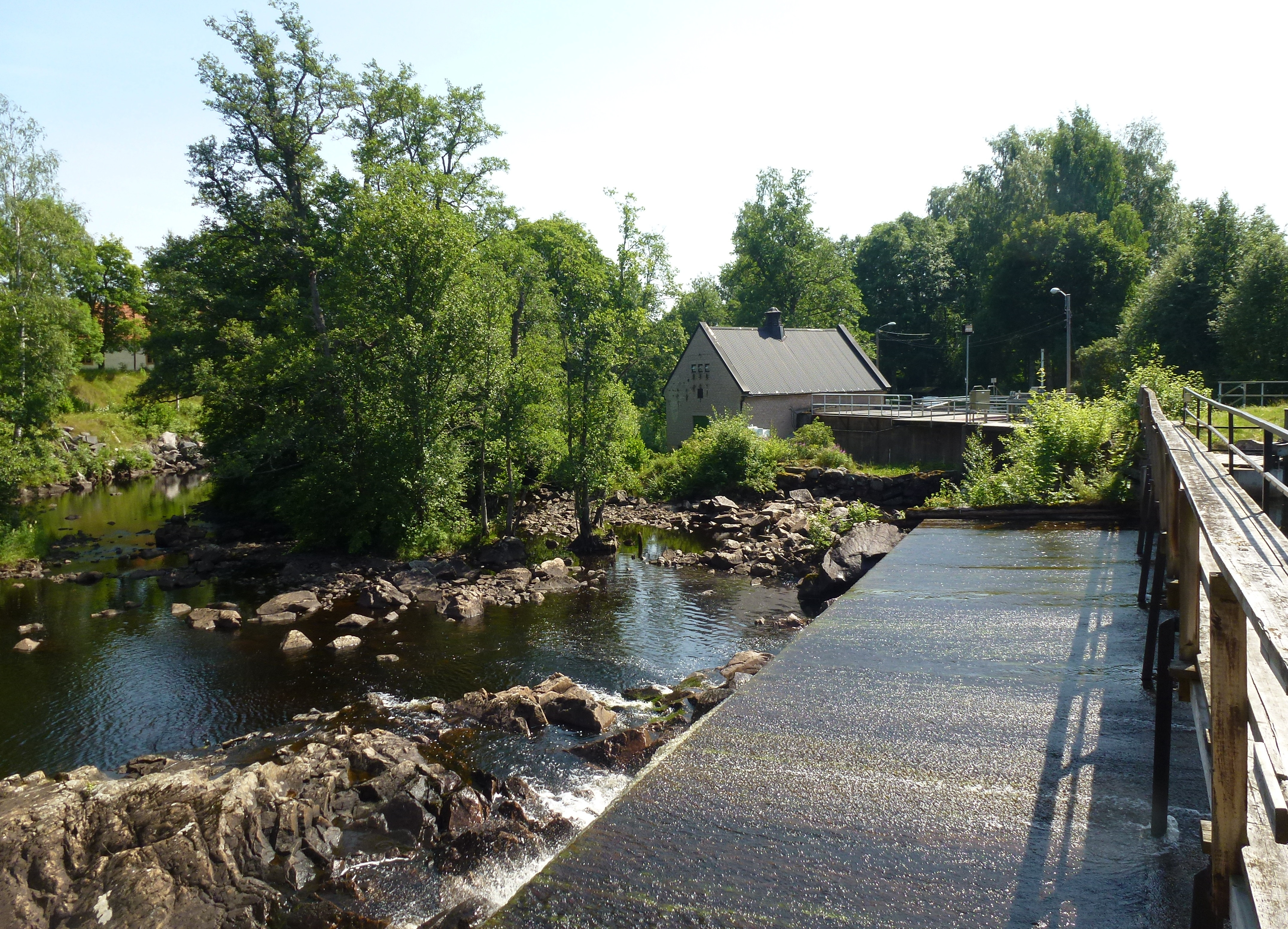
Platsen för Sunnansjö smedja med kraftstationen i bakgrunden
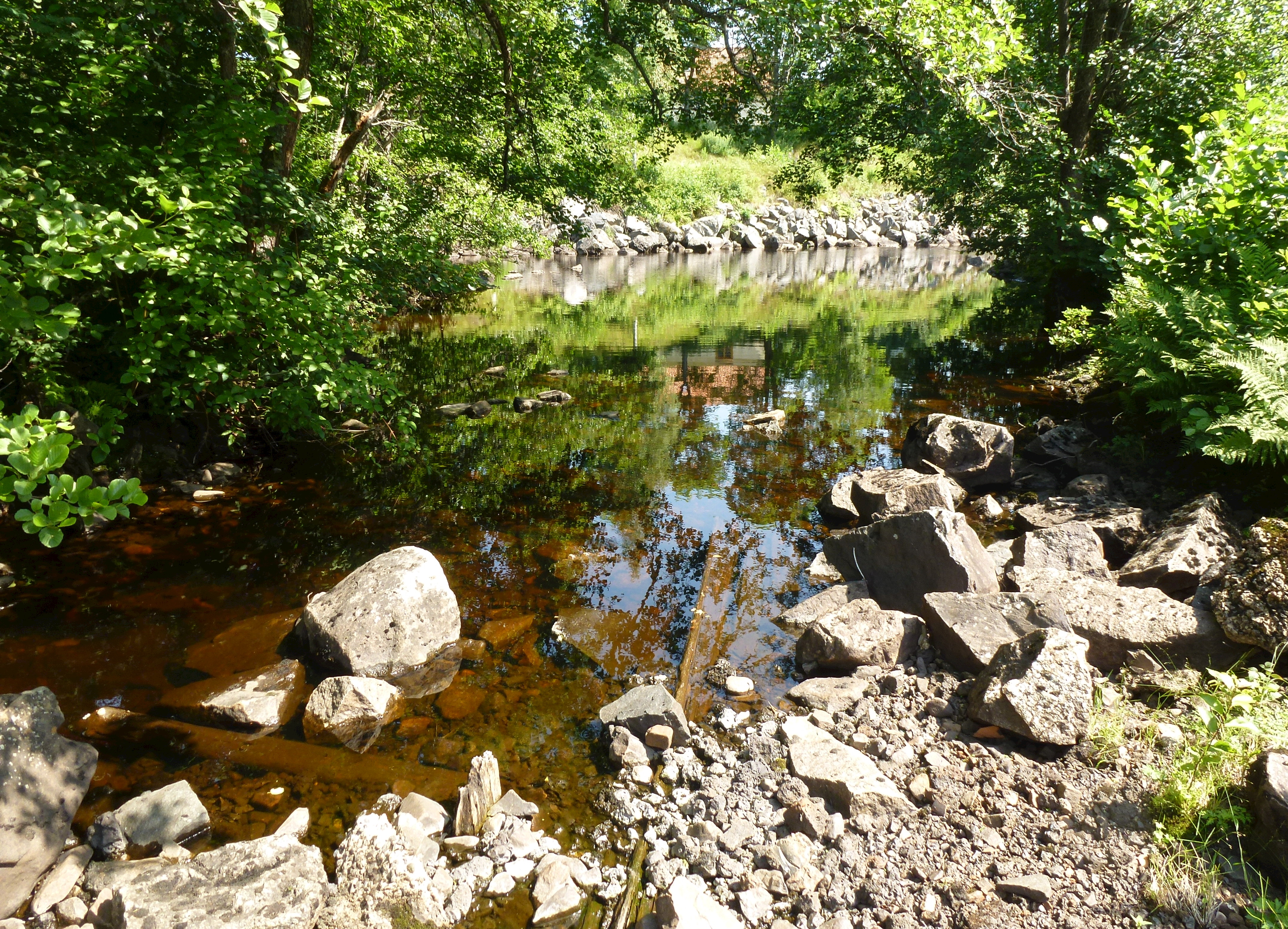
Lämningar efter Sunnansjö smedja
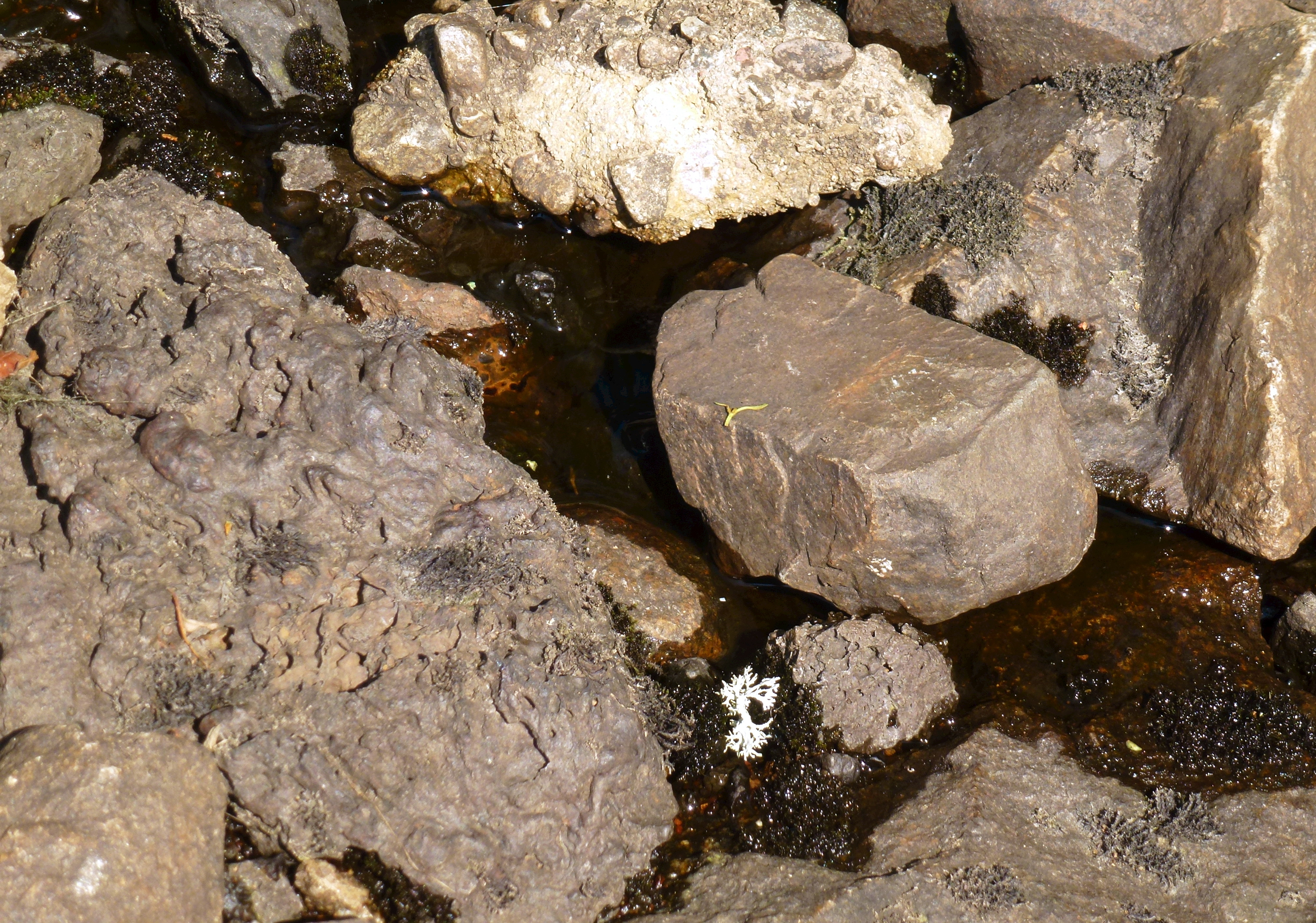
Slagg vid Sunnansjö smedja
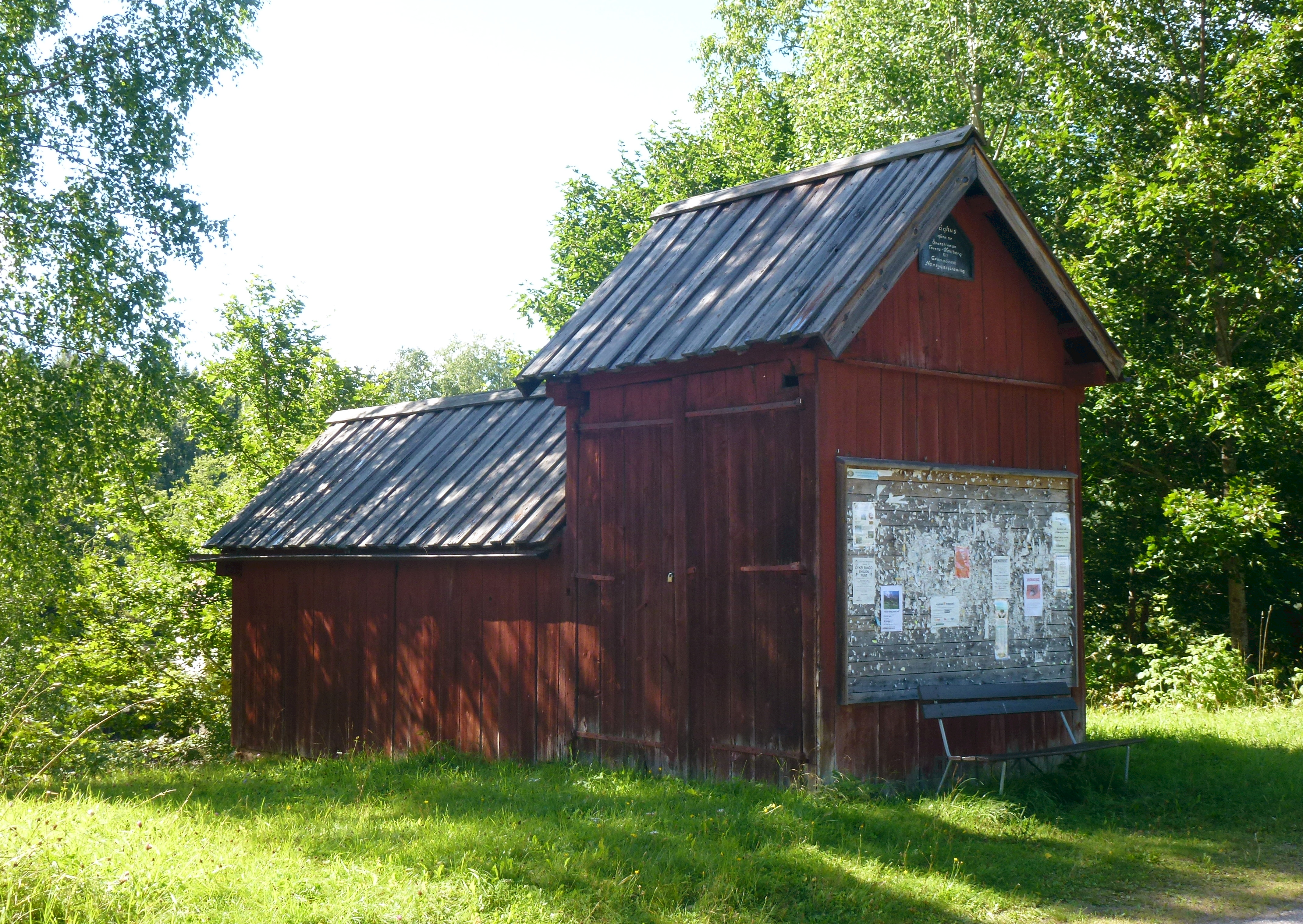
Våghuset
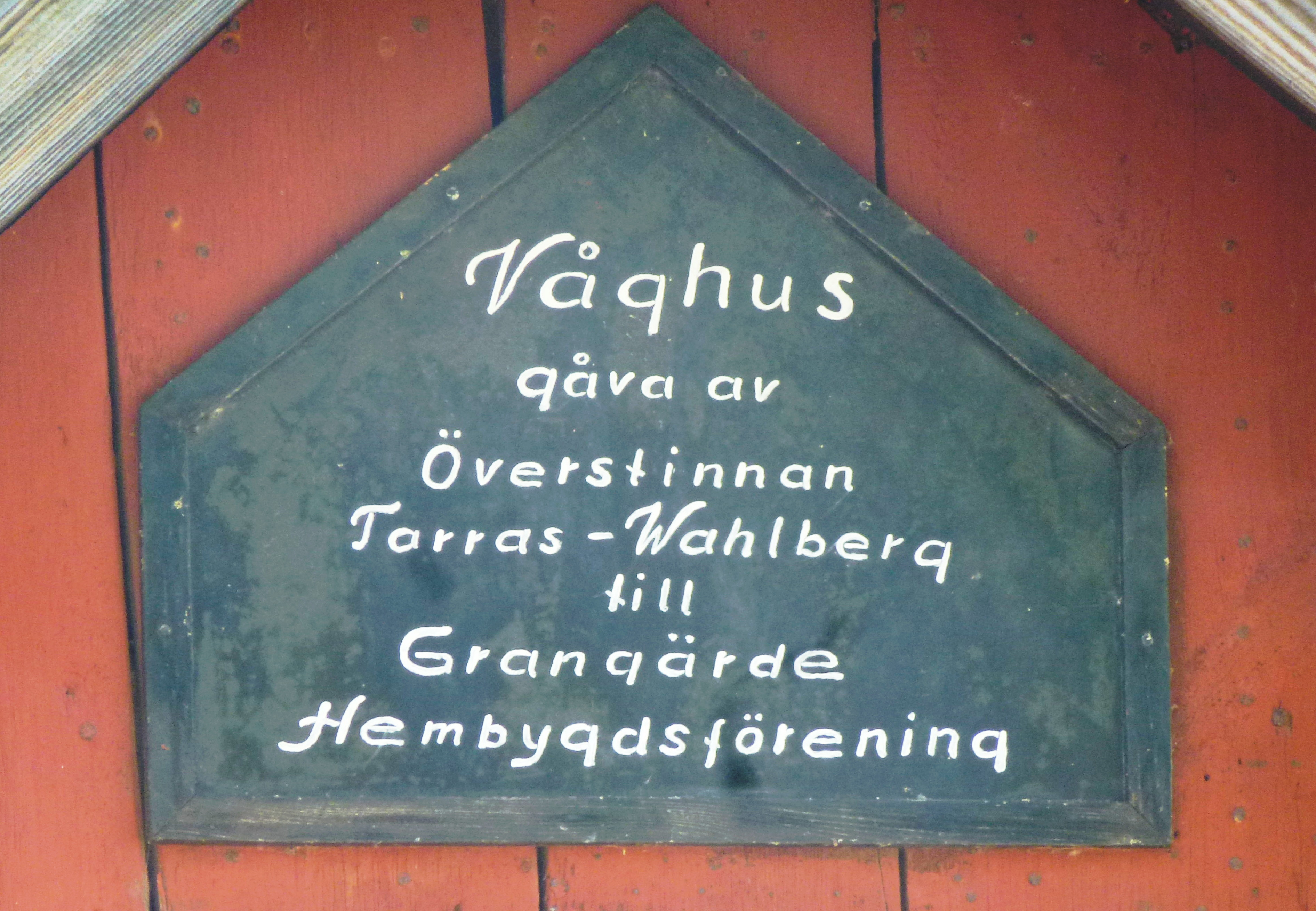
Våghuset, minnesskylt